# Infokanál Kabel plus
INFOkanál Kabel+ byl informační videotextový kanál v České republice.

## O stanici
Televizní program INFOkanál Kabel+ byl informačním kanálem první české a zároveň největší kabelové televize v České republice a na Slovensku - Kabel Plus.
Programové schéma tvořili informace o poskytovaných službách ve formě videotextu, později byly přes tento kanál nabízeny „ochutnávky“ placených prémiových televizních stanic jako je například HBO (Home Box Office). Tento program se poprvé objevil v roce 1992, kdy bylo spuštěno vysílání infokanálu ze slezské metropole Opavy. Na tomto kanále bylo možno zhlédnout i některé reprízy, pořadů, které se předtím vysílaly na prvním českém filmovém televizním programu Kabel Plus FILM, který byl vysílán z Ostravy.

## Zánik
Tato stanice doslova nezanikla, jen po změně názvu kabelového operátora za UPC, k čemu došlo v souvislosti mimo jiné také sloučením společnosti KabelNet Holding, na název UPC Express.